# ソールズベリー・ドクトリン

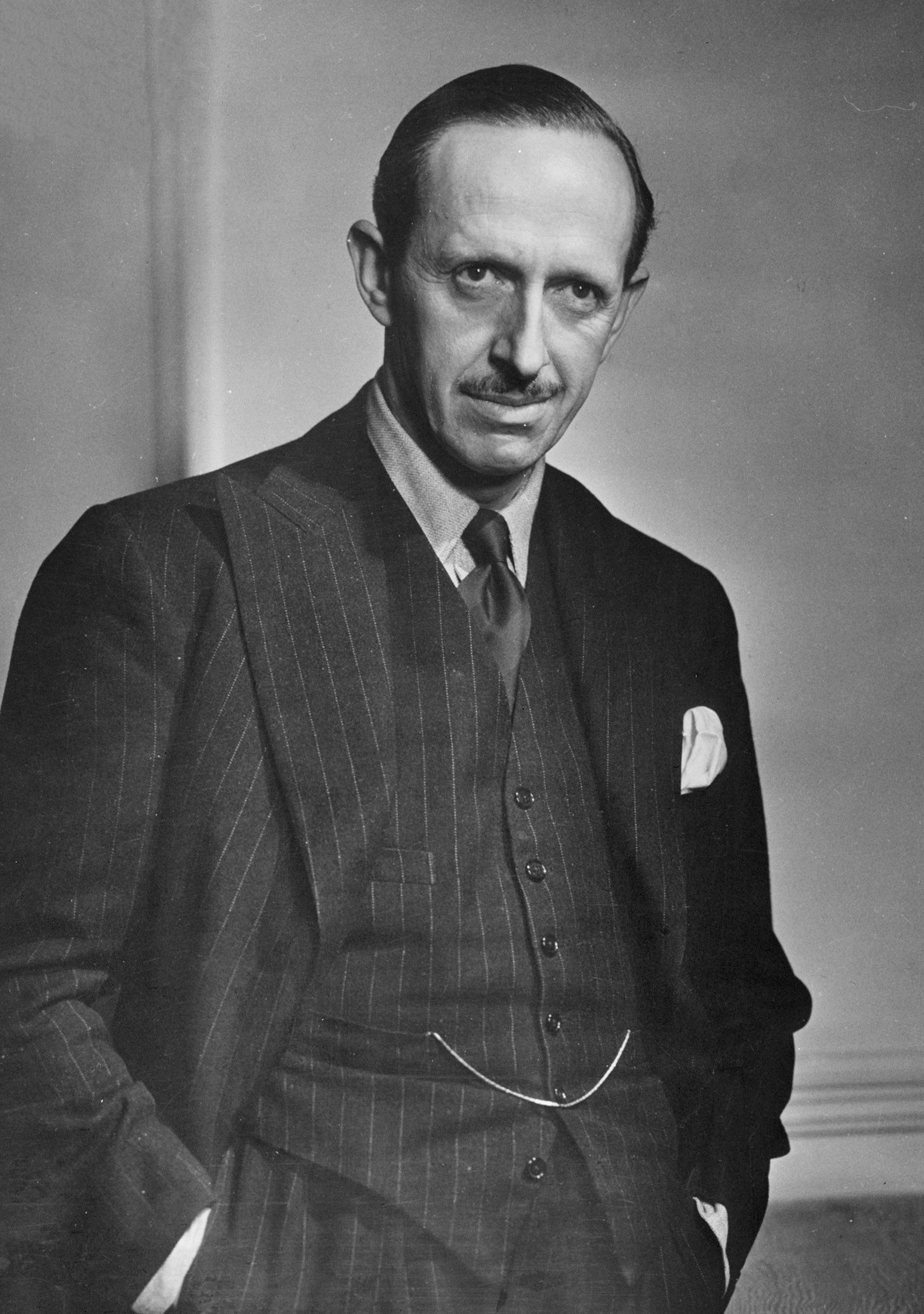
慣習の由来となった貴族院院内総務クランボーン子爵

ソールズベリー・ドクトリン（Salisbury Doctrine）あるいはソールズベリー・コンベンション（Salisbury Convention）とは、政権与党がマニフェストに記載し選挙の洗礼を受けた上で下院（庶民院）を通過させた法案は、上院（貴族院）は修正はできるが阻止することはできない、とする英国議会の不文律。この慣習名の由来は当時の貴族院院内総務クランボーン子爵（のち第5代ソールズベリー侯爵）に基づく。また、クランボーン卿と同院野党院内総務の初代アディソン子爵両者の名をとって、ソールズベリー＝アディソン慣行とも呼ばれる。

## 概要
英国議会は庶民院と貴族院から成り、貴族院においては保守党が半永久的に多数を占めていた。この状況を利用して、貴族院が政府法案を葬ることがしばしばあった。しかし、1909年に大蔵大臣ロイド・ジョージの提出した「人民予算」を同院が否決したことは自由党政府としても看過できず、時のアスキス首相は貴族院の金銭法案拒否権を制限する1911年議会法案を成立させた。これ以降は、議会法の改正を望む保守党と貴族院改革を求める新興野党労働党双方がともに譲らず､第二次世界大戦後まで目立った進展はなかった。

### 慣習の成立と運用

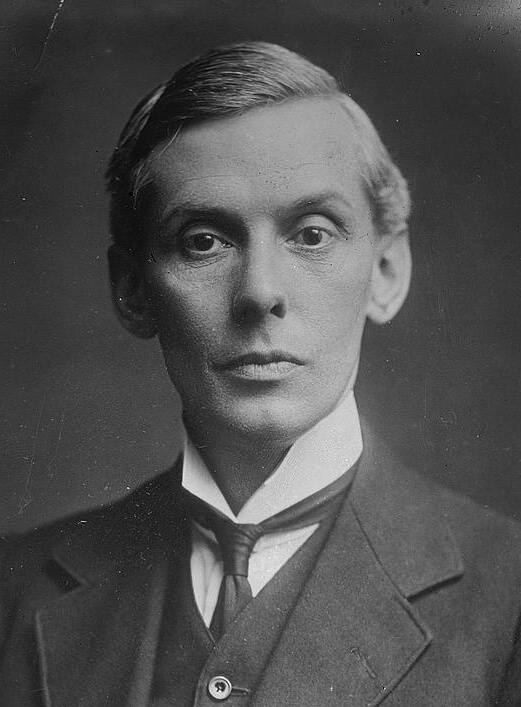
慣習成立時の野党院内総務アディソン子爵

第二次世界大戦中のドイツ降伏後、労働党は直ちに連立政権からの離脱を図って総選挙に備えた。その結果は労働党の地滑り的な勝利で、党として初めて絶対多数を得て掣肘なく政策を実行する機会を得た。そのため、貴族院改革実行の風向きが増すとともに、労働党が積極的に議会法を用いて貴族院の金銭法案拒否権を封じる可能性が懸念された。
そこで、当時の貴族院院内総務クランボーン子爵は1945年8月に「貴族院が国民の見解を有する法案に反対するのは誤り」として、両政党間の緊張緩和を図った。また、クランボーン卿は続く10月の審議にも「この精神に反するものは議会の決定を圧し殺している」とまで述べて、慣習の定着を促している。この慣習が成立できた背景にはクランボーン卿と野党院内総務アディソン卿との協調関係があったとされる。
その後、労働党の政権担当期にこの慣習がしばしば適用されて議会慣習化している。すなわち、1977年航空・造船業法及び1978年スコットランド法の審議過程で二度用いられて法案成立の決定打となった。また、保守党の貴族院野党院内総務第6代キャリントン男爵も労働党政権期に非公選議院が国民に選ばれた庶民院の意思を覆すべきではないとする答弁を行っている。この後、慣習は1999年に転機を迎えることとなる。

### 貴族院法制定後

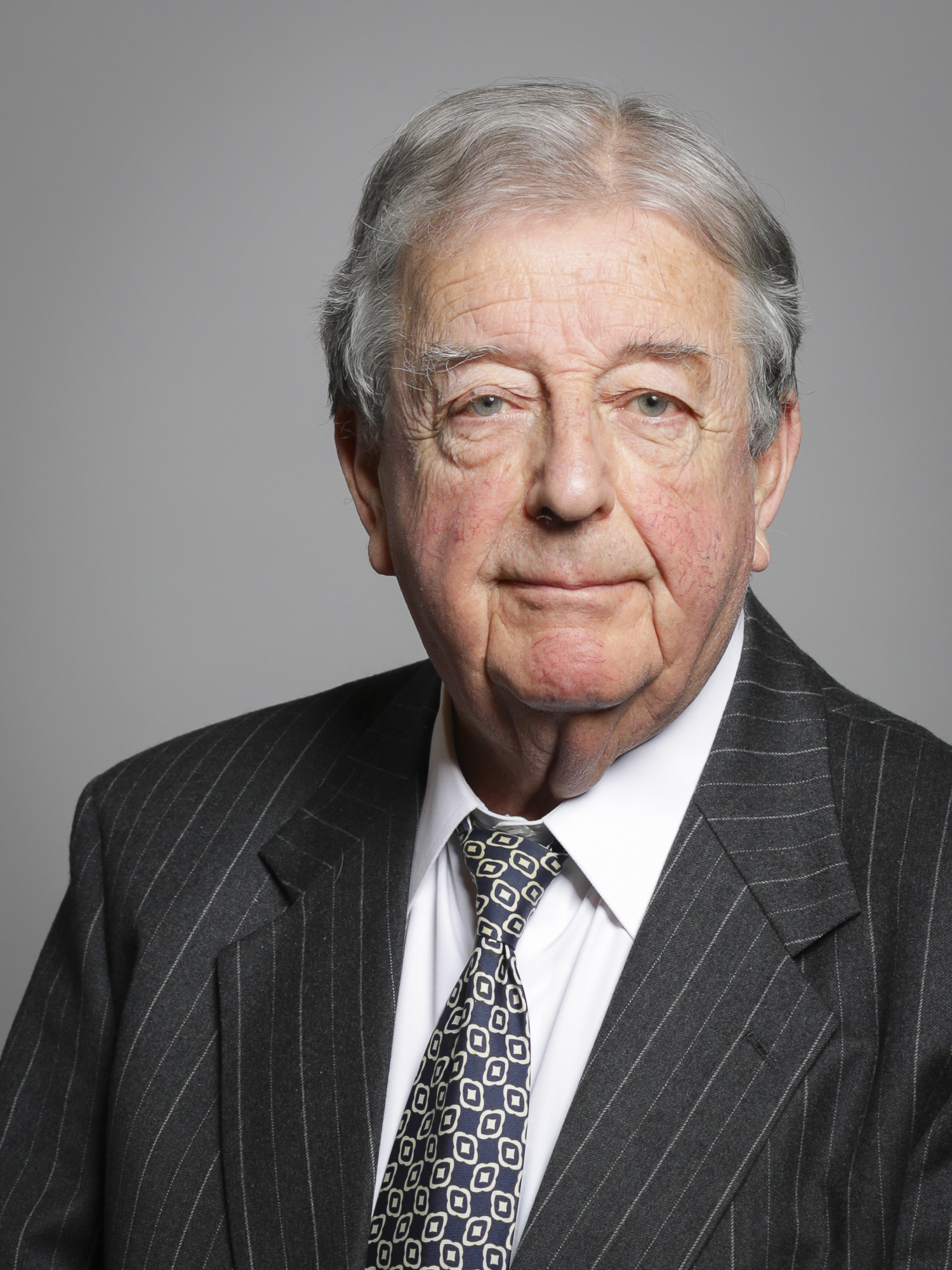
ジョン・ウェイカムを長とする委員会も慣習を肯定した。

1999年に世襲貴族の議席を大きく制限する貴族院法が成立した。貴族院構成に大きな変化が起こると、慣習が現在も有効かどうかの議論が生じた。そのため、貴族院法制定後にジョン・ウェイカムを長とする『貴族院改革をめぐる王立委員会(Royal Commission on reform of the House of Lords)』が組織されると、同委員会も慣習の有効性に触れている。例えば、そのウェイカム委員会報告書の中では「有権者委任の性格を持つ本慣習は依然として有効であり今後も維持されるべき」として、引き続き第二院による第一院の意思の尊重を求めた。加えて、「マニュエストのみならず一般法案にも適用すべく慣行を立法化すべき」という一歩踏み込んだ提言も行っている。これに対して労働党政府は2001年白書の中で、趣旨には賛同するが法制化はひとまず先送りとする姿勢を示した。
続く2002年の合同委員会による第一次報告でも本慣習は肯定されたほか、翌年の第二次報告でも「ソールズベリー・ドクトリンの維持が貴族院改革の一部になる」との見解が示された。以降も現在に至るまで慣習の法制化が議論されている。

## 定義
クランボーン卿とアディソン卿は以下の原則に合意した。
- 政府与党が総選挙の公約で予告した法案はその成立が遅延することはあっても、貴族院が通過させず否決することは認められない[14][25]。

これはすなわち、以下のようにまとめることができる。
- 貴族院が国民の信任を得た政府法案を第二読会及び第三読会で否決することは誤りである。この場合、貴族院による法案修正は認められるが、法案を形骸化するような抜本的修正(wrecking amendment)は許されない[14][25]。

## 現状
2005年に貴族院において慣習の成文化が審議されたが、保守党や自由民主党議員から反対の声があがった。しかし労働党はその後も引き下がらず、党マニュフェストに法制化の項目を盛り込んだ。トニー・ブレア首相は2006年にジャック・カニンガム前内務大臣を長とする『慣行に関する合同委員会』を組織させて、法制化の可能性を再び検討した。その委員会勧告では、慣習が不文憲法を構成する一部分として現状維持されるべきとの提言にとどまり、法制化は見送られた。